# Бабіч Іван Павлович
Іва́н Па́влович Ба́біч (нар. 23 жовтня 1991, м. Харків) — український військовик, офіцер запасу ЗСУ, капітан Бригади швидкого реагування НГУ, учасник російсько-української війни.

## Життєпис
Народився 23 жовтня 1991 року в Харкові, закінчив харківську спеціалізовану школу № 3 з поглибленим вивченням англійської мови.
2008 року — вступив до Харківської академії внутрішніх військ МВС України на філологічний факультет, закінчив у 2012 році (диплом з відзнакою) та отримав військове звання лейтенанта.
2012 року — розподілений у 22-гу окрему бригаду з охорони дипломатичних і консульських представництв іноземних держав м. Київ (в/ч 2260) на посаду заступника командира 8-ї роти охорони. Того ж року переведений на посаду заступника командира роти охорони дипломатичних представництв спеціального призначення (РОДПСП).
2014 року — перебував у зоні проведення АТО у складі спецпідрозділів НГУ. Зазнав поранення (контузії) 3 червня 2014 року під час виконання бойового завдання зі знищення укріпленого опорного пункту терористів у Семенівці, на околиці міста Слов'янська.
2015 року — закінчив курс з підготовки поліційного миротворчого контингенту (англ. FPU Formed Police Units) за стандартами ООН на базі центру підготовки поліційних підрозділів (англ. Centre of Excellence for Stability Police Units CoESPU) у м. Віченца, Італія.
2015 року — українсько-американські навчання під керівництвом десантників 173-ї бригади США в межах місії «Безстрашний гвардієць-2015» (англ. Fearless Guardian-2015) на посаді заступника командира роти (офіцера вогневої підтримки).
2016 року — пройшов відбір до Бригади швидкого реагування НГУ (в/ч 3018), призначений на посаду заступника командира 1-ї роти 1-го батальйону оперативного призначення (на БТР). Безпосередньо брав участь у формуванні та підготовці 1-го батальйону за стандартами НАТО. Виконував бойові завдання в зоні проведення ООС у м. Станиця Луганська, Луганська область, у складі 1 РТГр 4 БрОП на посаді офіцера оперативного відділення (S3).
2016 року — брав участь у навчанні «РепідТрайдент-2016», Яворівський військовий полігон (Львівська область). Крім українських військовослужбовців до навчань було залучено солдатів та офіцерів зі США, Канади, Великої Британії, Болгарії, Литви, Туреччини, Румунії, Грузії, Молдови, Польщі, Норвегії та Швеції. Найбільші іноземні контингенти — від армій США та Канади. Загалом понад 400 осіб. Вітчизняне угрупування, було представлено військовослужбовцями Сухопутних військ ЗС України, ВДВ ЗС України, Морської піхоти, курсантами Національної академії сухопутних військ імені гетьмана Петра Сагайдачного, Військової академії з міста Одеса та окремим підрозділом Національної гвардії України. Переважна більшість українських військовослужбовців із досвідом участі у бойових діях в зоні АТО. Також до проведення навчання залучатимуться військовослужбовці LITPOLUKRBRIG, багатонаціональної бригади, яка була створена у 2014 році.
2017 року — призначений на посаду командира 3 роти оперативного призначення (на БТР). Очолював 3 РТГр 4 БрОП під час виконання бойових завдань у зоні проведення АТО/ООС на Світлодарській дузі.
2018 року — призначений на посаду офіцера відділення розвідки штабу бригади.
2019 року — звільнений з військової служби за станом здоров'я (контузія, поранення пов'язане із захистом Батьківщини).

## Відзнаки і нагороди
- Орден Данила Галицького — за особисту мужність і героїзм, виявлені у захисті державного суверенітету та територіальної цілісності України, вірність військовій присязі під час російсько-української війни (20.06.2014).
- Відзнака Начальника штаба армії США генерала Реймонда Т. Одієрно (англ. ArmyChief of Staff (38th) General Raymond T. Odierno).

## Міжнародні програми
Rapid Trident у 2015, 2017, 2018 роках.
- Безстрашний гвардієць (англ. Fearless Guardian) у 2015 році.
- UN standarts Training Building Course — м. Віченца, Італія, англ. Center of Excellence for Stability Police Units[en] у 2015 році.
- Battalion Command and Control Operation Course — Joint Task Force-Ukraine у 2018 році.
- JMSC Mission Command Training Program — Joint Multinational Simulation Center у 2018 році.